# فینال جام حذفی فوتبال انگلستان ۱۹۳۶
فینال جام حذفی فوتبال انگلستان ۱۹۳۶، رقابت پایانی جام حذفی فوتبال انگلستان در سال ۱۹۳۶ میلادی است که مابین دو تیم باشگاه فوتبال آرسنال و باشگاه فوتبال شفیلد یونایتد در ورزشگاه ومبلی لندن برگزار شده‌است.
این مسابقه که در تاریخ ۲۵ آوریل ۱۹۳۶ انجام شده‌است با نتیجه ۱ بر ۰ به سود تیم باشگاه فوتبال آرسنال به پایان رسید.